# Rick Scott
Richard Lynn "Rick" Scott (Bloomington, 1 de dezembro de 1952) mais conhecido como Rick Scott, é um político norte-americano que serviu como o 45º governador da Flórida e atualmente é Senador dos Estados Unidos pelo seu estado. Scott é membro do Partido Republicano.
É conhecido por seu fervoroso conservadorismo, apoiando a posse de armas pelos cidadãos e sendo a favor da limitação da entrada de imigrantes nos Estados Unidos; ainda é contra a instalação de um sistema universal de saúde no país e a favor da pena de morte. Ele rejeita o consenso científico sobre mudanças climáticas e foi um dos mais ardorosos defensores de Donald Trump.
Como governador da Flórida, Scott presidiu sobre uma forte economia, com o estado criando mais empregos do que a média nacional, embora os salários permanecessem baixos e as taxas de pobreza altas. Seu período de oito anos a frente do governo da Flórida viu a criação de mais de 1,5 milhões de postos de trabalho e a taxa de emprego subiu 20,3%, bem acima da média nacional de 12,5% no mesmo período. A renda familiar no estado, contudo, ficou bem abaixo da média nacional, com uma notável disparidade entre ricos e pobres. Entre 2011 e 2019, a Flórida executou 28 prisioneiros que estavam no corredor da morte, fazendo de Rick Scott o mais prolífico neste quesito entre todos os governadores do seu estado na história.

## Vida pessoal
Rick Scott nasceu em Bloomington, no Illinois, e foi criado em Kansas City, no Missouri, onde seu pai trabalhava com motorista de caminhão e sua mãe trabalhava como balconista em JC Penne.(em inglês) Scott se formou em 1970, e depois  se alistou na Marinha dos Estados Unidos. Scott depois se formou na Universidade do Missouri em direito.
Em 1972, casou-se com Ann Scott e tem dois filhos com ela. A partir do início de 2009 o casal mudou-se para Nápoles, na Flórida.

## Histórico Eleitoral
| Eleição para governador da Flórida em 2010 | Eleição para governador da Flórida em 2010 | Eleição para governador da Flórida em 2010 | Eleição para governador da Flórida em 2010 | Eleição para governador da Flórida em 2010 | Eleição para governador da Flórida em 2010 | Eleição para governador da Flórida em 2010 |
| Partido                                    | Partido                                    | Candidato                                  | Candidato                                  | Votos                                      | %                                          | ±%                                         |
| ------------------------------------------ | ------------------------------------------ | ------------------------------------------ | ------------------------------------------ | ------------------------------------------ | ------------------------------------------ | ------------------------------------------ |
|                                            | Partido Republicano                        |                                            | Rick Scott & Jennifer Carroll              | 2.619.335                                  | 48,87%                                     |                                            |
|                                            | Partido Democrata                          |                                            | Alex Sink & Rod Smith                      | 2.557.785                                  | 47,72%                                     |                                            |